# Capcom Vancouver
Capcom Game Studio Vancouver, Inc. (anteriormente conhecida como Blue Castle Games) foi uma desenvolvedora de jogos eletrônicos de propriedade em 50% da Capcom, e outros 50% da Microsoft Studios. A empresa foi a criadora de vários jogos de beisebol, incluindo The Bigs, MLB Front Office Manager e The Bigs 2. Eles também desenvolveram a série Dead Rising.
A Blue Castle Games foi adquirida pela Capcom e Microsoft Studios após o lançamento de Dead Rising 2, em 2010, quando renomearam-a para Capcom Vancouver.

## História

### Blue Castle Games (2005–2010)
A empresa foi formada em 4 de julho de 2005, em Burnaby, British Columbia, Canadá, por três fundadores com 35 anos de experiência com vídeo game. Começando com apenas doze funcionários e um jogo (The Bigs), a empresa tem crescido para 170 pessoas, com três títulos enviados. 
Em fevereiro de 2008, Blue Castle Games ganhou o prêmio de Melhor Jogo Eletrônico da Companhia nas Elan Awards 2008 para The Bigs, em um empate com outra empresa local de Vancouver. Um grande número de desenvolvedores em Capcom Vancouver antes eram da Electronic Arts no Canadá, localizado apenas a alguns quarteirões de distância do seu estúdio.

### Capcom Vancouver (2010–2018)

Logotipo da Microsoft Studios, dona de 50% da Capcom Vancouver. Adquiriu a empresa em 2010 num acordo com a Capcom.

Logotipo da Capcom, dona de 50% da Capcom Vancouver. Adquiriu a empresa em 2010 num acordo com a Microsoft Studios.

## Jogos desenvolvidos

### Como Blue Castle Games
| Ano  | Jogo                     | Plataforma(s)                                                                  |
| ---- | ------------------------ | ------------------------------------------------------------------------------ |
| 2007 | The Bigs                 | PlayStation 2, PlayStation 3, PlayStation Portable, Wii, Xbox 360              |
| 2009 | MLB Front Office Manager | Xbox 360, Microsoft Windows e PlayStation 3                                    |
| 2009 | The Bigs 2               | Nintendo DS, PlayStation 2, PlayStation 3, PlayStation Portable, Wii, Xbox 360 |
| 2010 | Dead Rising 2: Case Zero | Xbox 360                                                                       |
| 2010 | Dead Rising 2            | Xbox 360, Microsoft Windows, PlayStation 3                                     |
| 2010 | Dead Rising 2: Case West | Xbox 360                                                                       |

### Como Capcom Vancouver
| Ano       | Jogo                                                    | Plataforma(s)                               |
| --------- | ------------------------------------------------------- | ------------------------------------------- |
| 2011      | Dead Rising 2: Off the Record                           | Xbox 360, Microsoft Windows e PlayStation 3 |
| 2013      | Dead Rising 3                                           | Xbox One e Microsoft Windows                |
| 2014      | The Dead Rising Collection                              | Xbox One e Xbox 360                         |
| 2014      | Super Ultra Dead Rising 3 Arcade Remix Plus Extra Alpha | Xbox One                                    |
| 2016      | Dead Rising 4                                           | Xbox One e Windows 10                       |
| 2017      | Dead Rising 4: Frank's Big Package                      | Xbox One, Windows 10 e PlayStation 4        |
| 2017      | Puzzle Fighter                                          | Android, iOS                                |
| Cancelado | Knights of Aegis                                        | Xbox One e Windows 10                       |
| Cancelado | Dead Rising 5                                           | Xbox One e Windows 10                       |
| Cancelado | Frontier                                                | Xbox One                                    |
| Cancelado | Broken Horizon (Lost Planet 4)                          | Xbox One e Windows 10                       |
| Cancelado | Project Brazil                                          | Xbox One                                    |
| Cancelado | Lost Star                                               | Xbox One, Microsoft Windows e PlayStation 4 |
| Cancelado | Dino Crisis Reboot                                      |                                             |
| Cancelado | Project Megaman                                         |                                             |